# شهدطوطی کاردینال
شهدطوطی کاردینال (نام علمی: Pseudeos cardinalis)، گونه‌ای طوطی از خانواده طوطیان سبز است. شهدطوطی کاردینال عمدتاً در جنگل‌های حرا و دشت‌های جزایر سلیمان، جزیره بوگنویل و شرقی‌ترین بخش جزایر مجمع‌الجزایر بیسمارک زندگی می‌کند. در گذشته در سرده برنزی‌طوطی‌ها گنجانده می‌شد.